# TerraPower
TerraPower — американская компания, занимающаяся разработкой перспективного ядерного реактора на бегущей волне. В отличие от легководных реакторов, которые сейчас работают по всему миру и используют в качестве топлива обогащённый уран с периодом дозаправки в несколько лет, реактор на бегущей волне  отличается высоким коэффициентом использования топлива и сможет работать на обеднённом уране без дозаправки в течение 40—60 лет. Подобный реактор позволит использовать обычно непригодный в энергетике уран-238 и обращать его в делящийся плутоний-239 в рамках замкнутого топливного цикла, минуя дорогостоящую и жёстко контролируемую процедуру обогащения. 
Также не требует переработки ОЯТ.
Одним из основных инвесторов TerraPower является Билл Гейтс.

## История
Компания образовалась в 2008 году путём отпочкования от Intellectual Ventures. В конце 2009 года Билл Гейтс посетил японские заводы Toshiba, в результате этого визита было подписано соглашение о неразглашении по использованию технологий мини-реактора Toshiba 4S в разработках TerraPower.
В декабре 2011 года миноритарный пакет акций TerraPower был приобретён индийской компанией Reliance Industries, её владелец Мукеш Амбани вошёл в состав совета директоров TerraPower.
Ранее TerraPower планировала построить прототип реактора с производственной мощностью в несколько сотен МВт к 2020 году.

## Современное состояние
Команда экспертов TerraPower включает в себя около 50 человек, в числе которых учёные и инженеры из Ливерморской национальной лаборатории, Microsoft, различных университетов, с реактора Fast Flux Test Facility, а также менеджеров с опытом работы в Siemens AG, Areva NP, проекте ИТЭР и Министерстве энергетики США.
Некоторое время было неясно, где компания будет строить реактор-прототип. Попытки компании построить реактор в Китае[когда?] натолкнулись на запрет правительства США экспортировать в Китай критически важные технологии (реактор, в частности,  должен генерировать плутоний-239, который используется для создания ядерного оружия).
К началу 2019 года компания столкнулась с трудностями построения экспериментального реактора в США из-за ограничений по ядерной безопасности.

### Natrium — натриевый реактор на быстрых нейтронах
Реактор Natrium мощностью 1 ГВт⋅ч сочетает в себе реактор на расплавленном натрии с системой хранения энергии на расплавленной соли. Натрий как вещество между твердым и газообразным состояниями имеет диапазон температур 785 кельвинов, что почти в 8 раз превышает диапазон воды в 100 кельвинов. Не требуя повышенного давления, которое увеличивает риск и затраты, натрий может поглощать большое количество тепла. Будучи элементом, а не соединением, натрий не подвержен риску диссоциации при высокой температуре, как это происходит с водой. Натрий также не вызывает коррозии. 
Реактор должен работать на низкообогащенном уране высокой пробы (HALEU, обогащен до содержания от 5 до 20 процентов урана, этот уровень обогащения может быть получен из отработанного топлива других атомных станций). Ожидается, что площадь такой атомной станции будет меньше и в 4 раза эффективнее с точки зрения генерации энергии, чем площадь обычной атомной станции. В случае отказа установки, стержни управления установки Natrium опускаются, используя только силу тяжести.  Выходная мощность составляет постоянные 345 МВт в виде тепла. Станция рассчитана на 100-процентную производительность в режиме 24/7. 
Станция сможет вырабатывать 150 % номинальной выходной мощности, или 500 МВт в течение 5,5 часов.
Система хранения[чего?] предназначена для работы в паре с прерывистыми источниками энергии[прояснить], реагируя на  всплески и падения потребления. 
В июне 2021 года TerraPower и PacifiCorp Уоррена Баффета объявили о планах строительства совместного натриевого реактора. TerraPower намеревается построить свой демонстрационный реактор в небольшом городке, для замены угольной ТЭЦ. Для этого рассматривались четыре города Вайоминга, которые пострадают от закрытия электростанций на ископаемом топливе: Кеммерер, Жиллетт, Гленрок и Рок-Спрингс (PacificCorp ведет бизнес в Вайоминге как Rocky Mountain Power и имеет угольную электростанцию в каждом из мест-кандидатов). 16 ноября 2021 года было объявлено, что для строительства был выбран г. Кеммерер. 
Если все пойдет хорошо, строительство начнется в 2023 году, а электростанция будет введена в коммерческую эксплуатацию примерно к 2028 году. 